# Balan Wonderworld
Balan Wonderworld est un jeu vidéo de plateforme développé par Arzest et Balan Company, il est édité par Square Enix. Le jeu est sorti le 26 mars 2021 sur Microsoft Windows, Nintendo Switch, Xbox Series, Xbox One, PlayStation 4 et PlayStation 5. Le jeu est réalisé par Yuji Naka avec la direction artistique de Naoto Ōshima, créateurs de Sonic the Hedgehog et Nights into Dreams. Il s'agit du premier jeu du studio, formé par Naka en tant que filiale de Square Enix.

## Prémices
Le jeu est décrit comme un "jeu de plateforme d'action 3D avec une touche musicale". Il suit deux personnages, Leo Craig et Emma Cole, alors qu'ils suivent le clown Balan à travers le Wonderworld, un décor décrit comme un mélange d'un monde imaginaire et de la réalité,. Plus de 80 costumes différents donnent des capacités différentes au personnage du joueur. L'histoire se déroule dans une série de 12 histoires. Les journalistes ont noté des parallèles à la série Sonic the Hedgehog, Nights into Dreams, et Super Mario.

## Développement
Le jeu a été annoncé le 23 juillet 2020. C'est le premier jeu de Yuji Naka avec Square Enix après avoir rejoint la société en 2018, via son nouveau studio Balan Company au sein de Square Enix,. Yuji Naka parle de ce jeu comme sa "seule chance" de créer un jeu de plateforme pour Square Enix. Il a donné le nom de Balan Company à son studio en espérant faire d'autres jeux dans le même esprit que Balan Wonderworld. Le développement est dirigé par deux créateurs de Sonic the Hedgehog, Yuji Naka (réalisateur) et Naoto Ōshima (artiste), qui ont travaillé ensemble pour la dernière fois sur le jeu sur Sega Saturn Nights into Dreams en 1996 et le jeu sur Sega Dreamcast Sonic Adventure en 1998. Le jeu est sorti le 26 Mars 2021 sur Nintendo Switch, Xbox One, Xbox Series, PlayStation 4 et PlayStation 5.

## Réception
Le jeu a reçu un score de 50 (avis mixtes) sur Metacritic et un avis général entre le mixte et le négatif sur Internet. Le jeu a beaucoup de problèmes qui incluent, :
- Des problèmes de caméra
- Des concepts mal expliqués
- Des boss et ennemis trop rapide à battre
- Trop de costumes
- Un style graphique qui aurait mal vieilli
- Mauvaise jouabilité
- Mauvais level design
- Certains personnages qui ne sautent pas, bien que ce soit un jeu platformer
- Temps de chargement très longs

## Controverse
La première version du jeu contenait certains effets visuels susceptibles de causer des crises d'épilepsies chez les personnes à risque. Durant le boss final un effet de transition apparait à plusieurs reprises, affichant plusieurs flashs rapides de lumières blanches. La source du problème viendrait d'un bug graphique, selon les développeurs. Un patch supprimant ce bug a été sorti le jour de la sortie du jeu,.